# Umberto de Saxe-Coburgo-Gota
Umberto de Saxe-Coburgo-Gota (em alemão:  Dietmar Hubertus Friedrich Wilhelm Philipp Prinz von Sachsen-Coburg und Gotha) (24 de agosto de 1909 — 26 de novembro de 1943) foi um membro da Casa de Saxe-Coburgo-Gota, o segundo filho varão de Carlos Eduardo, Duque de Saxe-Coburgo-Gota e da princesa Vitória Adelaide de Schleswig-Holstein-Sonderburg-Glücksburg.

## Biografia
O príncipe Umberto nasceu em Schloss Reinhardsbrunn, na Alemanha. Seu pai, Carlos Eduardo, foi o duque reinante de Saxe-Coburgo-Gotha, o único filho do príncipe Leopoldo, Duque de Albany, sendo assim um neto da rainha Vitória. Umberto, assim, detinha o título de príncipe de Saxe-Coburgo e Gotha e príncipe do Reino Unido, com o estilo de Sua Alteza como bisneto do monarca britânico.
Em 1917, Jorge V passou cartas patentes retirando os títulos de "Príncipe" e "Princesa" e o estilo de "Sua Alteza" para todos os bisnetos de um monarca britânico, privando Umberto de seus títulos britânicos. Além disso, no final da Primeira Guerra Mundial, o seu pai foi forçado a abdicar como "Duque" e a tornar-se um cidadão comum, conforme mandava a Titles Deprivation Act 1917.
Umberto entrou para a Deutsches Heer, e viu a ação na frente oriental durante a Segunda Guerra Mundial. Ele foi morto em ação em 26 de novembro de 1943, aos 34 anos, em Mosty, hoje na Ucrânia.

## Títulos, estilos, honras e armas
- 24 de agosto de 1909 — 26 de novembro de 1943: Sua Alteza príncipe Umberto de Saxe-Coburgo-Gota